# 사보이아 백국
사보이아 백국(이탈리아어: Contea di Savoia, 독일어: Grafschaft Savoyen)은 신성로마제국의 봉신백국 중 하나였다. 이후 사보이아 공국, 사르데냐 왕국, 이탈리아 왕국으로 이어지는 사보이아가의 시초가 된다.
제네바호 남쪽 사파우디아 지역은 9세기에 상부르군트의 일부였고, 933년 옆동네 부르군트 백국과 함께 부르군트 제2왕국의 땅이 되었다. 1003년, 부르군트 제2왕국의 마지막 왕 루돌푸스 3세가 이 땅에 움베르토 비앙카마노를 백작으로 봉분했다. 루돌푸스 3세가 죽자 움베르토는 신성로마황제 콘라트 2세의 지지를 받아 아를 지역을 합병하고 외드 2세 드 블루아 백작과 부르카르트 디 아오스타 주교의 반란을 제압한 뒤 모리아나, 치아블레세, 타렌타시아를 또한 합병했다.
그 뒤로도 부르군트 제2왕국은 신성로마제국 산하 왕국으로서 명목상 지위를 유지했지만 움베르토의 후손들이 사보이아 백작으로서 반독립적 지위를 누렸다. 1046년, 움베르토의 차남 오도네가 수사 변경백 올데리코 만프레디 2세의 딸 아델라이데와 결혼했다. 아델라이데가 부친의 땅을 상속받으면서 오도네는 거대한 토리노 변경을 처가로부터 상속받게 되었다. 그 뒤 움베르토 백작의 장남 아메데오 1세가 죽고 사보이아 백국도 동생 오도네에게 상속되면서 사보이아와 토리노가 모두 사보이아가의 지배에 들어왔다.
1218년, 제네바호 북쪽의 보주를 다스리던 체링겐가가 단절되고 그 땅을 사보이아가가 상속받으면서 사보이아가의 봉읍은 더욱 커졌다. 1220년 토마소 1세는 피네롤로읍과 시암베리읍을 점령했고, 시암베리는 이후 사보이아의 수도가 된다. 1240년 토마소의 차남 피에트로 2세가 잉글랜드 왕국에 초청받아 갔는데, 당시 잉글랜드 국왕 헨리 3세는 피에트로의 질녀 엘레노오르 드 프로방스 백작영애의 남편으로 피에트로의 조카사위가 된다. 피에트로는 잉글랜드에서 오항총독경의 직위와 리치먼드 백작 작위를 받았고, 런던에 사보이궁을 세웠다.
1313년, 아메데오 5세는 신성로마황제 하인리히 7세에게 제국자유령을 인정받았다. 이로써 허울뿐이었던 사보이아 백작은 신성로마황제의 직속봉신이 되었다. 1349년, 도피네 지역이 프랑스 왕세자 샤를 5세 드 발루아에게 넘어가면서 부르군트 제2왕국은 사실상 소멸했다. 1365년, 카를 4세는 사보이아 백작 아메데오 6세를 아를의 제국대리관으로 임명했다.
1388년, 아메데오 7세가 니스 백국을 손에 넣으면서 지중해로의 진출로를 얻었다. 그 아들 아메데오 8세는 1401년 제네바 백국을 손에 넣었다. 이렇게 넓어진 사보이아가의 봉읍들은 1416년 지기스문트 황제에게 공국의 지위를 인정받고 사보이아 공국으로 거듭난다.

## 같이 보기
- 사부아 (데파르트망)
- 오트사부아주